# Druelle
Druelle is een voormalige gemeente in het Franse departement Aveyron in de regio Occitanie die deel uitmaakte van het arrondissement Rodez.

## Geschiedenis
De gemeente is in 1837 gevormd uit de parochies Abbas, Ampiac, Moyrazès en Saint-Martin-de-Limouze en op 1 januari 2017 samen met de gemeente Balsac opgegaan in de commune nouvelle Druelle Balsac. De gemeente viel onder het kanton Rodez-Ouest totdat dit op 22 maart 2015 werd opgeheven en uit Druelle en de gemeenten van het eveneens op die dag opgeheven kanton Marcillac-Vallon, waar Balsac deel van had uitgemaakt, het nieuwe kanton Vallon werd gevormd.

## Geografie
De oppervlakte van Druelle bedraagt 35,5 km², de bevolkingsdichtheid is 47,5 inwoners per km².
De onderstaande kaart toont de ligging van Druelle met de belangrijkste infrastructuur en aangrenzende gemeenten.

## Demografie
Onderstaande figuur toont het verloop van het inwonertal (bron: INSEE-tellingen).

Vanwege een beveiligingsprobleem met de MediaWiki Graph-software is het momenteel niet mogelijk deze grafiek weer te geven. Zodra de software is bijgewerkt zal de grafiek vanzelf weer zichtbaar worden.